# Klimki (województwo podlaskie)
Klimki – wieś w Polsce położona w województwie podlaskim, w powiecie białostockim, w gminie Czarna Białostocka. 
Rok założenia wsi 1702 (wieś nazywała się dawniej Podklimki). Wieś jest usytuowana przy samej Puszczy Knyszyńskiej. Obok wsi przepływa rzeka Czepielówka, która wypływa z zalewu w Czarnej Białostockiej.
W latach 1975–1998 miejscowość administracyjnie należała do województwa białostockiego.
Wierni kościoła rzymskokatolickiego należą do parafii Matki Bożej Anielskiej w Czarnej Wsi.